# Cebus aequatorialis
El capuchino ecuatoriano (Cebus aequatorialis), o capuchino de frente blanca ecuatoriano es una especie de mono capuchino grácil de la familia Cebidae. Anteriormente fue clasificado como una subespecie del capuchino de frente blanca